# بيفل تشيرماك
بيفل تشيرماك (بالتشيكية: Pavel Čermák)‏ هو لاعب كرة قدم تشيكي في مركز الدفاع، ولد في 14 مايو 1989 في موست في جمهورية التشيك. لعب مع فيكتوريا زيزكوف ونادي سينيتسا ونادي هراتس كرالوفه.

## وصلات خارجية
- بيفل تشيرماك على موقع قاعدة بيانات كرة القدم.إي يو (الإنجليزية)
- بيفل تشيرماك على موقع Soccerway.com (الإنجليزية)